# Giorgio de Marchis
Giorgio de Marchis Bonanni d'Ocre (L'Aquila, 9 luglio 1930 – Roma, 1º gennaio 2009) è stato uno scrittore, giornalista, critico d'arte e storico dell’arte italiano.

## Biografia
Facente parte dei nobili Bonanni, baroni di Ocre (come riporta la fondazione da lui istituita), ha partecipato alla vita artistica e culturale italiana sin dagli anni Sessanta, rivestendo ruoli di responsabilità pubblica nell'ambito dei beni culturali(ispettore di belle arti, poi direttore e infine soprintendente alla Galleria Nazionale d'Arte Moderna; direttore dell'istituto italiano di cultura a Tokyo; ispettore centrale presso il Ministero dei Beni Culturali).
Si laurea nel 1956 in lettere classiche presso l'Università di Pisa. Nel 1961 consegue il diploma di élève titulaire presso l'Università di Parigi e l'anno seguente il perfezionamento in storia dell'arte
presso l'Università di Roma. Nel 1964 entra in servizio presso la Galleria nazionale d'arte moderna di Roma dove rimarrà fino al 1974, prima come ispettore e poi come direttore. All'attività del museo, caratterizzata dall'organizzazione
di numerose mostre di arte contemporanea e del Novecento e dal lavoro di ricerca per
la catalogazione della collezione, affianca l'impegno di critico militante e di pubblicista su «L'Espresso» e su riviste specializzate come «Art International». Dal 1974 al 1978 è direttore dell'Istituto italiano di cultura di Tokio.
Tornato a Roma, dal 1979 al 1981 è soprintendente alla Galleria nazionale d'arte moderna.
Nuovamente a Tokio, nel 1982 riprende la direzione dell'Istituto italiano di cultura fino al 1992.
Tra il 1993 e il 1995, tornato in Italia, è ispettore centrale del Ministero; presiede tra l'altro la commissione per la Ricognizione Patrimoniale.
Ha pubblicato saggi di storia dell'arte, monografie e curato numerosissime mostre. A partire dagli anni
Novanta, quasi insofferente per la scarsità di stimoli e approfondimenti che caratterizza il
panorama artistico contemporaneo, sempre più soggetto al fenomeno del consumo dell'arte
e alle anomalie del mercato, indirizza i suoi interessi anche verso temi eterogenei: dalla interpretazione
di due carmi di Orazio (Il poeta, il ragazzo, la ragazza a Roma d'inverno nel 27 a. C., Palermo,
Sellerio editore, 1994, a notazioni originali sulla filosofia dell'abitare, alla lettura del San Girolamo nel suo studio di Vittore Carpaccio, custodito nella scuola di San Giorgio a Venezia (Il pittore, l'umanista e il cagnolino, Torino, Giulio Einaudi editore, 2002).
Nel 2004 ha istituito la “Fondazione Giorgio de Marchis Bonanni D'Ocre” con sede nel palazzo Simeonibus a L'Aquila con lo scopo di conservare, incrementare e rendere accessibile la biblioteca e l'archivio documentale di arte contemporanea raccolto durante la sua carriera di studioso e di critico.

## Scritti
Testi di carattere storico artistico:
- Pittura e scultura del XX secolo nelle collezioni della Galleria nazionale d'arte moderna di Roma, acquisizioni e depositi fino al 1967. Opere fino al 1910, direttore della ricerca G. de Marchis, Roma, Consiglio Nazionale delle Ricerche, 1969 (ristampa Pittura e scultura del XX secolo. 1894-1910, Roma, Galleria nazionale d'arte moderna, Roma, De Luca Editore, 1981;
- Giulio Turcato, Milano, Prearo, 1971;
- G. de Marchis-S. Pinto, Colla, con una prefazione di J. J. Sweeney e una poesia di W. Sandberg, Roma, Bulzoni, 1972
- Giacomo Balla. L'aura futurista, Torino, Giulio Einaudi editore, 1977
- L'arte in Italia dopo la seconda guerra mondiale,in Storia dell'arte italiana, parte seconda Dal Medioevo al Novecento, volume terzo Il Novecento, Torino, Einaudi, 1982, pp. 551–625
- Scusi, ma è arte questa? Guida illustrata all'avanguardia e alla neoavanguardia, Milano, Mondadori, 1991
- Il pittore, l'umanista e il cagnolino, Torino, Giulio Einaudi editore, 2002
- Album di viaggio in quarant'anni di arte italiana 1960-2000, Torino, Allemandi, 2005
- La decorazione della Sala Eden. L'Aquila 1931-1933, L'Aquila, Textus, 2005 (poi in Scritti in onore di Gianna Piantoni. Testimonianze e contributi, a cura di S. Frezzotti- P. Rosazza Ferraris, Roma, De Luca Editori d'Arte, 2007, pp. 325–330)
- Futurismo da ripensare, Milano, Mondadori Electa, 2007

Testi vari:
- Il poeta, il ragazzo, la ragazza a Roma d'inverno nel 27 a. C., Palermo, Sellerio editore, 1994
- Dell'abitare, Palermo, Sellerio editore, 1998
- Fatti della casa de Marchis raccolti e ordinati da Giorgio de Marchis Bonanni d'Ocre nel suo settantacinquesimo anno di età, Sambuceto(Chieti), Textus edizioni, 2008